# Gæsahnjúkur
Gæsahnjúkur är en bergstopp i republiken Island. Den ligger i regionen Norðurland eystra, 220 km öster om huvudstaden Reykjavík. Toppen på Gæsahnjúkur är 1 204 meter över havet.
Trakten runt Gæsahnjúkur är nära nog obefolkad, med mindre än två invånare per kvadratkilometer. Det finns inga samhällen i närheten. Trakten runt Gæsahnjúkur är ofruktbar med lite eller ingen växtlighet.